# Chaumont-Gistoux
Chaumont-Gistoux (wa. Tchåmont-Djistou) – miejscowość i gmina (commune) w środkowej Belgii, w Regionie Walońskim, w prowincji Brabancja Walońska, w okręgu Nivelles.

## Podział administracyjny
W skład gminy wchodzi pięć dzielnic (section):
- Bonlez
- Corroy-le-Grand
- Dion-le-Mont
- Dion-le-Val
- Longueville

## Współpraca
Miejscowość partnerska:
- Saint-Jean-du-Gard, Francja